# Mercedes-Benz C11
El Mercedes-Benz C11 fue un prototipo del Grupo C introducido en 1990 para el Mundial de resistencia. Construido por Sauber como continuación del Sauber C9, el C11 usó el mismo motor M119 5.0L turbo del C9. Y fue la primera vez que Mercedes-Benz eligió poner su nombre en el auto, sobre el Sauber.
Debutando en la primera carrera del Mundial de Resistencia de 1990, realmente no corrió, solo se usó para las prácticas, mientras se usaba el C9 del año anterior. Sin embargo, para la segunda carrera el C11 sí corrió y fue exitoso regresando con la primera y segunda posiciones. A lo largo del resto de la temporada ganó todas menos una, y tomó fácilmente el campeonato por equipos del año. Por otro lado, sus pilotos terminaron en las primeras posiciones en el campeonato de pilotos, de forma Jean-Louis Schlesser y Mauro Baldi salieron campeones, Jochen Mass terminó escoltando a ellos en el tercer lugar, Michael Schumacher y Karl Wendlinger terminaron quinto, y Heinz-Harald Frentzen decimosexto.
A pesar de que Sauber-Mercedes fuera exitoso con el C9 en su victoria de las 24 Horas de Le Mans de 1989, eligieron no defender el título en 1990, porque esa carrera no formaba parte del calendario del Mundial del 1990, y el equipo eligió en su lugar concentrarse en ganar el campeonato.
Aunque el C11 fue reemplazado por el Mercedes-Benz C291 para el mundial en 1991, los problemas con el nuevo motor del C291 hicieron continuar la campaña del C11 junto con el C291. El C11 estuvo listo para ganar tres carreras en su clase en el mundial de 1991 antes de ser reemplazado por el C291.
El motivo por el que Sauber saltara el C9 al C11 fue por problemas de pronunciación en idioma alemán, C y 10 se pronuncian casi idéntico.